# Nuestro Partido (Moldavia)
Nuestro Partido (en rumano: Partidul Nostru) es un partido político moldavo. Fue fundado en 1999 bajo el nombre de Partido Demócrata Cristiano Campesino de Moldavia (Partidul Ţărănesc Creştin Democrat din Moldova). El presidente del partido es el alcalde de Bălți Renato Usatîi.
La VI Conferencia Nacional del Partido Demócrata Cristiano Campesino de Moldavia tuvo lugar el 28 de mayo de 2005. En la conferencia se decidió cambiar el nombre del partido a Partido Popular Republicano y adoptó un nuevo estatus y programa. El partido se oponía al Partido de los Comunistas, que gobernó hasta 2009.
El 13 de abril de 2014 se llevó a cabo un congreso del partido, en el que Nicolae Andronic cedió el liderazgo a Renato Usatîi, y el partido pasó a llamarse Nuestro Partido (Partidul Nostru). El 10 de junio de 2014, el Ministerio de Justicia de Moldavia anunció que no había reconocido esta acción.
El 8 de febrero de 2015 se repitió el Congreso de Partido y el 27 de febrero de 2015 el Ministerio de Justicia aprobó las modificaciones al programa del partido, estatus, nuevo nombre y nuevo líder.
En las elecciones parlamentarias de 2019, el partido obtuvo el 3.0% del voto popular, sin lograr representación parlamentaria. No obstante, el partido ha tenido relativo éxito en elecciones presidenciales y locales.